# Lịch sử đại số học
Là một nhánh của toán học, đại số phát triển vào cuối thế kỷ 16 ở châu Âu với công trình của François Viète. Đại số được xem xét một cách đáng chú ý như là một môn học thực hiện tính toán giống như các lĩnh vực của số học nhưng với các chủ đề toán học không liên quan đến số. Tuy nhiên, cho đến thế kỷ 19, đại số bao gồm một cách đáng chú ý lý thuyết phương trình. Ví dụ, định lý gốc của đại số thuộc về lý thuyết đẳng thức và ngày nay định lý này được xét như thuộc vê đại số (thực tế, mọi chứng minh cần phải sử dụng sự hoàn hảo của số thực vốn không phải là lĩnh vực đại số).
Bài viết này sẽ nói về lý thuyết đẳng thức, được gọi bằng từ "đại số" từ nguồn gốc cho đến sự phát triển của đại số như là một lĩnh vực riêng biệt của toán học.

## Thuật ngữ
Từ "đại số" xuất phát từ một từ của tiếng Ả Rập là الجبر (al-jabr), và từ này đến từ chuyên luận được viết vào năm 830 bởi nhà toán học người Ba Tư Muhammad ibn Musa al-Khwarizmi. Tiêu đề của cuốn chuyên luận này là Kitāb al-muḫtaṣar fī ḥisāb al-ğabr wa-l-muqābala có thể được dịch là Tác phẩm mang tính bổ sung về sự tính toán bởi sự hoàn thiện và cân bằng". Chuyên luận đã cung cấp giải pháp mang tính hệ thống về phương trình tuyến tính và phương trình bậc hai. Theo như một câu chuyện, "ở đây không được rõ ràng nghĩa của từ al-jabr và muqabalah là gì, nhưng sự biểu diễn thông thường thì giống như bao hàm sự phiên dịch trước". Từ al-jabr có lẽ đã mang nghĩa là cái gì đó giống như là "phục hồi" hoặc "hoàn thiện" và có vẻ như xét đến sự chuyển vị bởi các thứ bị trừ ở bên khác của một đẳng thức. Còn từ muqabalah được cho rằng là nhắc đến "sự giảm" hay "cân bằng", tức là sự hủy bỏ các yếu tố tương tự tại hai bên của phương trình. Ảnh hưởng Ả Rập trong Tây Ban Nha kéo dài sau thời của nhà toán học Ba Tư trên, có thể được tìm thấy trong Don Quixote. Trong tác phẩm nổi tiếng này, từ algebrista để nói về một người sắp xếp xương hay là một người "phục chế". Thuật ngữ này được sử dụng bởi  al-Khwarizmi để miêu tả về hoạt động được giới thiệu, "suy giảm" hay "cân bằng", nhắc đến một sự chuyển vị của yếu tố yếu tố bị trừ đến bên kia của phương trình. Đó chính là việc loại bỏ các yếu tố giống nhau trên những phía đối diện nhau của phương trình.

## Các giai đoạn đại số

### Biểu hiện đại số
Đại số thường không sử dụng chủ nghĩa tượng trưng, thứ mà bây giờ trở nên phổ biến trong toán học. Thay vào đó, nó đã thông qua 3 giai đoạn khác nhau. Các giai đoạn trong sự phát triển của đại số tượng trưng này là gần tiếp cận đến những thứ sau:
- Đại số hùng biện, khi các phương trình được viết đầy đủ. Ví dụ, mẫu hùng biện của x + 1 = 2 được diễn giải là "Thứ gì đó cộng một bằng hai". Đại số hùng biện đã được phát triển lần đầu tiên bởi những người Babylon và được duy trì cho đến thế kỷ 16.
- Đại số rút gọn, khi ký hiệu được sử dụng nhưng không bao gồm tất cả các yếu tố của đại số ký hiệu. Chính vì thế, có thể có sự hạn chế trong phép trừ chỉ được sử dụng với một bên của phương trình không có dùng ký hiệu. Kiểu đại số này đã được mô tả lần đầu tiên bởi Diophantus trong tác phẩm Arithmetica (thế kỷ 3). Sau đó, Brahmagupta tiếp tục mô tả đó trong tác phẩm Brahma Sphuta Siddhanta vào thế kỷ 7.
- Đại số ký hiệu, ở đây ký hiệu được sử dụng trong đầy đủ phương trình. Những bước đi đầu tiên hướng đến giai đoạn này là trong các tác phẩm của các nhà toán học Hồi giáo như Ibn al-Banna (thế kỷ 13 - thế kỷ 14) và al-Qalasadi (thế kỷ 15). Mặc dù vậy, các ký hiệu thực sự được sử dụng trong toàn phương trình bởi François Viète vào thế kỷ 16. Tiếp theo đó, René Descartes vào thế kỷ 17 đã giới thiệu cách sử dụng ký hiệu (ví dụ như sử dụng chữ x để chỉ cái chưa biết) và đã chỉ ra rằng những vấn đề xảy ra trong hình học có thể được biểu diễn và giải quyết bằng đại số.

Quan trọng không kém là việc sử dụng hoặc thiếu các ký hiệu đại số là mức độ của các phương trình đã được giải quyết. Phương trình bậc hai thể hiện một vai trò quan trọng trong đại số thời kỳ đầu, và trải qua hầu hết lịch sử, cho đến đầu thời kỳ hiện đại tất cả các phương trình được phân loại vào 3 nhóm sau:
- {\displaystyle x^{2}+px=q}
- {\displaystyle x^{2}=px+q}
- {\displaystyle x^{2}+q=px}

trong đó p và q là các số dương. Việc chia thành ba phần xuất hiện bởi vì phương trình bậc hai có hình thức {\displaystyle x^{2}+px+q=0}, trong đó p và q là các số dương, không có gốc dương.
Giữa các giai đoạn hùng biện và rút gọn của đại số có ký hiệu, một số học có cấu trúc hình học được phát triển bởi Hy Lạp cổ điển và Ấn Độ Vệ Đà, ở đó các phương trình đại số được giải quyết thông qua hình học. Ví dụ, một phương trình có dạng {\displaystyle x^{2}=A} được giải quyết bằng việc tìm độ dài của cạnh hình vuông có diện tích bằng A.

### Giai đoạn khái niệm
Ngoài ba giai đoạn đã được đề cập ở trên, một vài tác giả đã nhận ra có 4 giai đoạn khái niệm trong sự phát triển của đại số với sự thay đổi. Bốn giai đoạn đó lần lượt là:
- Giai đoạn hình học, khi đại số được biểu diễn nhiều ở hình học. Giai đoạn này có niên đại tại toán học Babylon và được tiếp nối bởi người Hy Lạp và sau đó được nhắc đến bởi Omar Khayyám.
- Giai đoạn giải quyết bằng phương trình tĩnh, khi mục tiêu là tìm ra số có thể đáp ứng được các mối quan hệ đã được xác định. Sự chuyển dịch này đến từ đại số hình học, có niên đại vào thời Diophantus và Bramahgupta, nhưng đại số không thay đổi một cách dứt khoát cho đến khi Al-Khwarizmi giới thiệu quá trình số học được tổng quát để giải quyết các vấn đề đại số.
- Giai đoạn hàm động, khi chuyển động là một ý tưởng cơ bản. Ý tưởng về một hàm được bắt đầu phát triển bởi Sharaf al-Dīn al-Tūsī, nhưng đại số vẫn không chuyển dịch một cách dứt khoát cho đến khi Gottfried Leibniz xuất hiện.
- Giai đoạn trừu tượng, khi cấu trúc toán học đóng vai trò trung tâm. Đại số trừu tượng là sản phẩm được biết đến rộng rãi trong thế kỷ 19 và thế kỷ 20.